# Fuerte Museo San Miguel (Campeche)
El fuerte de San Miguel es una fortificación marítima ubicada en Campeche, Campeche. Es obra de Agustín Crame en 1779 y fue hecha con la finalidad de reforzar las defensas de la entonces villa de San Francisco de Campeche. Se localiza en el cerro conocido desde la época colonial como de "Bellavista". En 1925 a finales de los años 50 el edificio se utilizó como unidad habitacional para las familias del Ejército Federal para que posteriormente quedara en el abandono por más de 10 años. En el año de 1999 se llevó a cabo la intervención del inmueble y se enriqueció su colección con piezas pertenecientes de las diversas zonas arqueológicas del estado. Se le asignó el nombre de Museo de Arqueología Maya o también llamado "Fuerte de San Miguel".

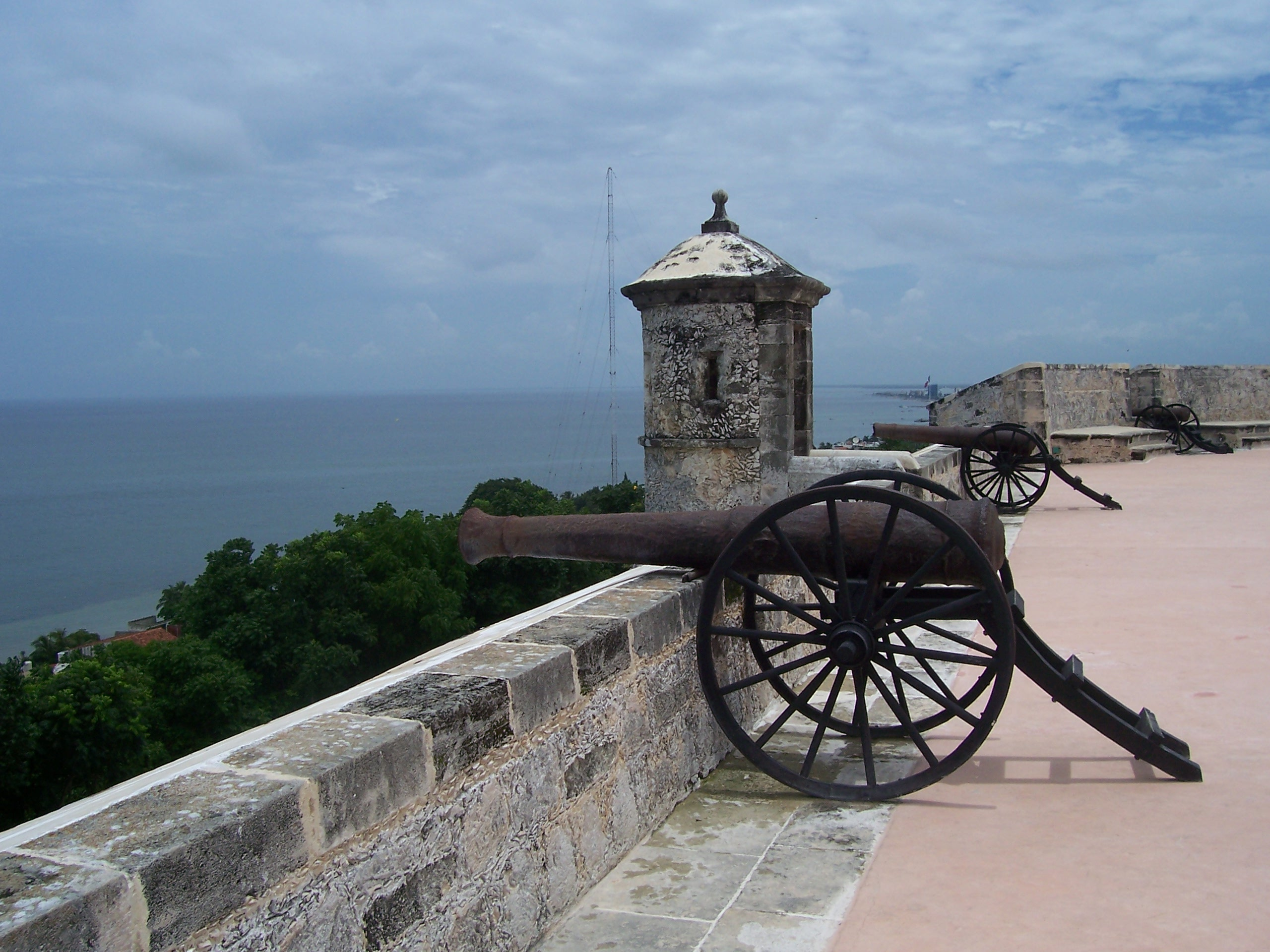
Vigía y Cañón, Fuerte de San Miguel. (Campeche, Campeche)

### Estructura del edificio
La estructura del mismo trata de una planta de forma pentagonal en un cerro con un puente elevado el cual atraviesa una fosa y un pasillo curvado que da a la puerta principal, cuenta con un patio principal con un pozo típico de la región y unas rampas para subir al techo en el cual se puede tener una buena vista del puerto.